# Prêmio Contigo! de TV de melhor reality show
O Prêmio Contigo! de TV de Melhor Reality Show é um prêmio oferecido anualmente desde 2018 pela Revista Contigo!.

## Vencedores e indicados

### Década de 2010
| Ano  | Vencedores e indicados                        | Emissora          | Ref.        |
| ---- | --------------------------------------------- | ----------------- | ----------- |
| 2018 | Bake Off Brasil: Mão na Massa (4.ª temporada) | SBT               |             |
| 2018 | A Fazenda (10.ª temporada)                    | RecordTV          |             |
| 2018 | Esquadrão da Moda (10.ª temporada)            | SBT               |             |
| 2018 | Big Brother Brasil (18.ª temporada)           | TV Globo          |             |
| 2018 | MasterChef Brasil (5.ª temporada)             | Rede Bandeirantes |             |
| 2018 | Power Couple Brasil (3.ª temporada)           | RecordTV          |             |
| 2019 | Bake Off Brasil: Mão na Massa (5.ª temporada) | SBT               | [ 1 ] [ 2 ] |
| 2019 | De Férias com o Ex: Celebs (5.ª temporada)    | MTV               | [ 1 ] [ 2 ] |
| 2019 | Pesadelo na Cozinha (2.ª temporada)           | Rede Bandeirantes | [ 1 ] [ 2 ] |
| 2019 | Popstar (3.ª temporada)                       | TV Globo          | [ 1 ] [ 2 ] |
| 2019 | The Voice Kids (4.ª temporada)                | TV Globo          | [ 1 ] [ 2 ] |

### Década de 2020
| Ano  | Vencedores e indicados                    | Emissora          | Ref.              |
| ---- | ----------------------------------------- | ----------------- | ----------------- |
| 2020 | Big Brother Brasil (20.ª temporada)       | TV Globo          | [ 3 ]             |
| 2020 | De Férias com o Ex Brasil (6.ª temporada) | MTV               | [ 3 ]             |
| 2020 | A Fazenda (12.ª temporada)                | RecordTV          | [ 3 ]             |
| 2020 | Canta Comigo Teen (1.ª temporada)         | RecordTV          | [ 3 ]             |
| 2020 | MasterChef Brasil (7.ª temporada)         | Rede Bandeirantes | [ 3 ]             |
| 2021 | The Masked Singer Brasil (1.ª temporada)  | TV Globo          | [ 4 ]             |
| 2021 | A Fazenda (13.ª temporada)                | RecordTV          | [ 4 ]             |
| 2021 | Big Brother Brasil (21.ª temporada)       | TV Globo          | [ 4 ]             |
| 2021 | Ilha Record (1.ª temporada)               | RecordTV          | [ 4 ]             |
| 2021 | Super Dança dos Famosos (18.ª temporada)  | TV Globo          | [ 4 ]             |
| 2022 | Big Brother Brasil (22.ª temporada)       | TV Globo          | [ 5 ] [ 6 ] [ 7 ] |
| 2022 | A Fazenda (14.ª temporada)                | RecordTV          | [ 5 ] [ 6 ] [ 7 ] |
| 2022 | MasterChef Profissionais (4.ª temporada)  | Rede Bandeirantes | [ 5 ] [ 6 ] [ 7 ] |
| 2022 | The Masked Singer Brasil (2.ª temporada)  | TV Globo          | [ 5 ] [ 6 ] [ 7 ] |
| 2022 | The Voice Kids (7.ª temporada)            | TV Globo          | [ 5 ] [ 6 ] [ 7 ] |